# Lepidodactylus pulcher
Lepidodactylus pulcher är en ödleart som beskrevs av  George Albert Boulenger 1885. Lepidodactylus pulcher ingår i släktet Lepidodactylus och familjen geckoödlor. Inga underarter finns listade i Catalogue of Life.